# Lex Aebutia de magistratibus extraordinariis
La Lex Aebutia de magistratibus extraordinariis és el nom d'una llei romana que prohibia al proposant d'una llei crear oficis o poders (curatio ac potestas) per exercir-los personalment, o per mitjà dels seus amics i parents, per tenir aquest poder o càrrec. També prohibia a un cònsol excloure al seu col·lega. Aquesta segona llei va ser coneguda amb el nom de Aebutia Licinia i suposadament va ser establerta, igual que la primera, cap a l'any 233 aC o en els següents anys, a proposta d'un Ebuci, tribú de la plebs, probablement un membre de la gens Ebúcia.